# RTEMS
 (mars 2016).
Si vous disposez d'ouvrages ou d'articles de référence ou si vous connaissez des sites web de qualité traitant du thème abordé ici, merci de compléter l'article en donnant les références utiles à sa vérifiabilité et en les liant à la section « Notes et références ».
RTEMS est un système d'exploitation temps réel libre pour systèmes embarqués.

## Description
RTEMS est l'acronyme du terme anglais Real-Time Executive for Multiprocessor Systems signifiant « exécution en temps réel pour systèmes multiprocesseurs ».
Initialement RTEMS signifiait Real-Time Executive for Missile Systems[Quand ?] puis est devenu Real-Time Executive for Military Systems avant de prendre sa signification actuelle.[Quand ?] 
Il permet de développer des programmes dans lesquels le temps de réponse et la réactivité sont des contraintes fortes (dits temps-réel dur).[réf. nécessaire]
Il a été porté sur de nombreux processeurs (ARM, i386, m68k, MIPS, PowerPC, SuperH, etc.) 
Il est compatible avec divers standards de programmation ouverts comme POSIX et uITRON[réf. nécessaire], ainsi qu'avec la pile TCP/IP de FreeBSD et plusieurs systèmes de fichiers.
La société OAR Corporation gère actuellement le projet RTEMS.

## Applications
RTEMS est utilisé dans l'industrie spatiale, notamment par les acteurs européens du domaine,.